# Microregione di Andrelândia
Andrelândia è una microregione del Minas Gerais in Brasile, appartenente alla mesoregione di Sul e Sudoeste de Minas.

## Comuni
È suddivisa in 13 comuni:
- Aiuruoca
- Andrelândia
- Arantina
- Bocaina de Minas
- Bom Jardim de Minas
- Carvalhos
- Cruzília
- Liberdade
- Minduri
- Passa-Vinte
- São Vicente de Minas
- Seritinga
- Serranos